# Roberto Donadoni
Roberto Donadoni (pronunție în italiană [roˈbɛrto donaˈdoni]; n. 9 septembrie 1963, Cisano Bergamasco, Lombardia, Italia) este un fotbalist italian retras din activitate, care a jucat pe post de mijlocaș lateral sau mijlocaș la echipe ca Milan, Atalanta și New York Red Bulls. Pe plan internațional, are prezențe la națională pentru Italia U21⁠(d) și Italia. După încheierea carierei, a devenit antrenor, și a antrenat, printre altele, Parma, Bologna și Livorno.

## Statistici antrenorat
La 26 ianuarie 2014..
| Echipa   | Țara   | Început          | Sfârșit         | Record | Record | Record | Record | Record |
| Echipa   | Țara   | Început          | Sfârșit         | G      | W      | D      | L      | Win %  |
| -------- | ------ | ---------------- | --------------- | ------ | ------ | ------ | ------ | ------ |
| Lecco    | Italia | June 2001        | June 2002       | 25     | 9      | 8      | 8      | 36     |
| Livorno  | Italia | June 2002        | June 2003       | 41     | 14     | 13     | 14     | 34,15  |
| Genoa    | Italia | June 2003        | August 2003     | 6      | 1      | 1      | 4      | 16,67  |
| Livorno  | Italia | January 2005     | February 2006   | 46     | 17     | 16     | 13     | 36,96  |
| Italia   | Italia | 13 July 2006     | 26 June 2008    | 23     | 13     | 5      | 5      | 56,52  |
| Napoli   | Italia | 10 March 2009    | 16 October 2009 | 19     | 5      | 6      | 8      | 26,32  |
| Cagliari | Italia | 16 November 2010 | 12 august 2011  | 27     | 10     | 4      | 13     | 37,04  |
| Parma    | Italia | 9 January 2012   | Prezent         | 83     | 33     | 25     | 25     | 39,76  |
| Total    | Total  | Total            | Total           | 270    | 102    | 78     | 90     | 37,78  |